# L'Herber
L'Herber és un estany situat a 2.226,7 m alt del terme comunal de Formiguera, a la comarca del Capcir, de la Catalunya del Nord.
Està situat a la zona central de l'extrem occidental del terme de Formiguera. D'aquest estany surt el Rec del Planer de Camporrells, afluent de la Lladura.